# Mr. PPV
Poul Roest alias Mr. PPV (født d. 4. juli 1972 i Randers) er en dansk wrestler, der for tiden wrestler for Dansk Pro Wrestling.
Mr. PPV var tidligere den ene halvdel af tag teamet Damage Inc., sammen med Chaos. Mr. PPV wrestlede på det første danske wrestlingshow, Slagmark, i 2005, hvor han besejrede Lenny the Benny. Mr. PPV har senere, sammen med sin partner Chaos, besejret adskillige wrestlere. Ved Hedeslag hjalp Mr. PPV sin partner Chaos til at vinde titlen på en noget kontroversiel måde[kilde mangler]. Efterfølgende fungerede han mere som manager, da skader holdt ham væk fra aktiv wrestling.[kilde mangler]
Ved showet "Opgøret", der blev afholdt 20. september 2008 i Langå Idrætscenter, blev Damage Inc. splittet op, da Mr. PPV var skyld i at Chaos tabte sin ASW British Mid-Heavyweight titlen til englænderen Robbie Dynamite, som han havde vundet titlen fra nogle uger forinden ved et show i Tyskland. Mr. PPV stiftede PPV Enterprices og blev manager for Kimball og tyske Toby Nathland - sidstnævnte vandt DW Heavyweight titlen fra Tank på samme show. 
Han har trænet hos Asbjørn Riis, DHW og Dansk Pro Wrestling.

## Kendetegnsmanøvrer
- Hangman's Neckbreaker
- Sidewalk Slam
- Backbreaker
- Back Elbow
- Body Slam
- Chop